# イスマイル・ジェム
イスマイル・ジェム（İsmail Cem İpekçi、1940年 – 2007年1月24日）は、トルコの政治家。外務大臣。
エルチン夫人との間に2人の子供がいる。趣味は、海洋学研究、盆栽、写真、クラシック音楽と多彩。イスタンブールのサッカークラブであるガラタサライのファンでもある。

## 経歴
1959年にイスタンブールのロバート・カレッジ（現在のボアズィチ大学）、1963年にローザンヌ大学法学部を卒業。1991年にはパリ政治学院にて政治社会学の修士号を取得した。
大学卒業後は、ジャーナリストとして活躍し、1971年から1974年まで『ミッリエット』紙の編集長、1974年から1975年まで国営テレビ局であるトルコ・ラジオ・テレビ協会（TRT）のCEOを務めた。
1987年の総選挙で共和人民党からイスタンブール選挙区に出馬し、政界入りを果たした。
1995年には共和人民党を離党し、ビュレント・エジェヴィトの民主左派党に移籍した。1995年にタンス・チルレル内閣にて文化相、1997年のエジェヴィト内閣では外相を務めた。外相在任中は、ギリシア外相のパパンドレウと良好な関係を築き、ギリシアとの関係改善に貢献した。
2002年の政局では、外相を辞任。民主左派党を離党して、新トルコ党（トルコ語：Yeni Türkiye Partisi, YTP）を設立し、初代党首となった。エジェヴィト内閣の総辞職後に実施された2002年総選挙では、公正発展党の躍進のため惨敗し、国会から議席を失った。2004年には新トルコ党を解党し、共和人民党へ合流を余儀なくされた。落選後は、イスタンブールのビルギ大学の教授として招聘された。
2007年1月24日、肺癌のため、イスタンブールの病院にて死去。66歳。